# ARNsn 7SK
Le petit ARN nucléaire 7SK (ARNsn 7SK ou snARN 7SK) découvert dans les années 1970, est un ARN non codant très abondant et très conservé entre les vertébrés. De plus, son existence chez les invertébrés a été récemment découverte.

## Rôle
La fonction de cet ARNsn de 331 nucléotides transcrit par l’ARN polymérase III n’a été mise en évidence que récemment. Deux études indépendantes ont montré que le ARNsn 7SK se lie au facteur positif d’élongation de la transcription P-TEFb et inhibe son activité,. Le facteur P-TEFb constitué de la kinase Cdk9 et de son partenaire régulateur la cycline T1 (ou cycline T2 ou cycline K), active la phase d’élongation de la transcription en phosphorylant le domaine C terminal de l’ARN polymérase II. 
En coopération avec HEXIM1, le ARNsn 7SK séquestre P-TEFb dans la petite ribonucléoparticule nucléaire 7SK (snRNP 7SK). La fraction de P-TEFb séquestrée dans ce complexe est catalytiquement inactive, indiquant que le ARNsn 7SK en collaboration avec la protéine HEXIM1 fonctionne comme un inhibiteur de P-TEFb. Cette inactivation repose sur de multiples interactions moléculaires. Dans un premier temps, deux protéines HEXIM1 se lient au niveau de deux motifs de liaison situés dans la partie distale et dans la partie proximale de la structure en tige/boucle située à l’extrémité 5’ terminale de l’ARN 7SK. L’interaction avec 7SK entraîne un changement conformationnel au niveau des protéines HEXIM1 qui leur permet alors d’interagir avec la cycline T1 du complexe P-TEFb,,,,. Enfin, le recrutement et l’inactivation de P-TEFb impliquent également une interaction entre la cycline T1 et la structure en tige/boucle située à l’extrémité 3’ de l’ARN 7SK. 
Par ailleurs, la fraction du ARNsn qui n’est pas séquestrée dans la particule 7SK/HEXIM1/P-TEFb est associée avec les ribonucléoprotéines nucléaires hétérogènes (hnRNPs) A1, A2/B1, R et Q et l’ARN hélicase A (RHA),. Il existe ainsi un équilibre fonctionnel dynamique entre les complexes 7SK/HEXIM1/P-TEFb et « 7SK/hnRNP », en fonction du besoin transcriptionnel de la cellule.